# Helena (sobrinha de Justino II)
Helena (em latim: Helena; Ἑλένη) foi uma nobre bizantina do século VI, sobrinha do imperador Justino II (r. 565–578) e Sofia. De acordo com a Suda e Jorge Cedreno, ganhou uma estátua no Milião, o monumento em Constantinopla que marcava milhas, ao lado daquelas de Sofia e Arábia, a esposa e filha de Justino.